# Open vSwitch
Open vSwitch, ponekad skraćeno kao OVS, implementacija je u otvorenom kodu distribuiranog virtualnog višeslojnog preklopnika (engl. switcha). Glavna je svrha Open vSwitcha osigurati mrežni stôg virtualnog preklopnika za (hardverska) virtualizacijska okruženja, uz podršku za razne protokole i standarde koji se koriste u računalnim mrežama.
Izvorni kod projekta distribuira se pod uvjetima licence Apache 2.0.

## Značajke
Open vSwitch je dizajniran da omogući učinkovitu automatizaciju mreže kroz programska proširenja, podržavajući standardna upravljačka sučelja i protokole kao što su NetFlow, sFlow, SPAN, RSPAN, LACP, 802.1ag i drugi.
Osim toga, Open vSwitch dizajniran je za podršku transparentne distribucije na više fizičkih poslužitelja omogućavanjem stvaranja međuposlužiteljskih preklopnika na način koji apstrahira temeljnu arhitekturu poslužitelja, slično VMware vNetwork distribuiranom vswitchu ili Cisco Nexusu 1000V.
Open vSwitch može raditi i kao softverski mrežni preklopnik unutar hipervizora za virtualizaciju i SDN sustave.
On podržava Xen, Linux KVM (pr.  Proxmox VE i OpenStack) i VirtualBox hipervizore, dok je također dostupan i priključak za Hyper-V hipervizor.
Open vSwitch podržava sljedeće protokole:
- Za komunikaciju između virtualnih računala: NetFlow, sFlow, IPFIX, SPAN (Switched Port Analyzer), RSPAN (Remote Switched Port Analyzer) i port mirror preko GRE tunela.
- Agregaciju (bonding/teaming) mrežnih sučelja upotrebom LACP protokola (Link Aggregation Control Protocol).
- Izolaciju mreža upotrebom, VLAN (802.1Q), VxLAN i QinQ.
- LLDP protokola (Link Layer Discovery Protocol).
- QoS za osiguranje kvalitete usluge
- Za udaljeno upravljanje i nadzor: OpenFlow.
- Za tuneliranje: VXLAN, GRE, STT, GENEVE i IPSec.
- STP (Spanning Tree Protocol) i RSTP (Rapid Spanning Tree Protocol).
- Multicast snooping i IGMP (Internet Group Management Protocol).
- BFD (Bidirectional Forwarding Detection) i 802.1ag protokola.